# Луций Бруттий Квинкций Криспин
Лу́ций Бру́ттий Кви́нкций Криспи́н (лат. Lucius Bruttius Quinctius Crispinus; умер после 187 года) — римский государственный и политический деятель, ординарный консул 187 года.

## Биография
Криспин происходил из луканского патрицианского рода Бруттиев. Его отцом был двукратный консул Империи Гай Бруттий Презент. В 187 году Криспин занимал должность ординарного консула вместе с Луцием Росцием Элианом Пакулом.
Известно, что у Криспина была два сына: консул 217 года Гай Бруттий Презент и консул 224 года Гай Бруттий Криспин.